# Sara Serraiocco
Sara Serraiocco (Pescara, 13 agosto 1990) è un'attrice italiana.

## Biografia
Nata a Pescara e cresciuta nella vicina Francavilla al Mare (in provincia di Chieti), fin da piccola è appassionata di danza e di cinema, trasferendosi pertanto a Roma per frequentare il Centro sperimentale di cinematografia. Dopo aver partecipato a una puntata della serie televisiva R.I.S. Roma - Delitti imperfetti 3, ottiene il ruolo di protagonista in Salvo, film vincitore del Grand Prix de la Semaine de la Critique-Festival del film di Cannes 2013, dove interpreta il ruolo di Rita, ragazza non vedente, che le ha fatto guadagnare diversi e importanti riconoscimenti tra cui il Globo d'oro alla miglior attrice e  il premio Guglielmo Biraghi come attrice esordiente.
Nel 2014 è stata scelta dalla regista Liliana Cavani per interpretare il ruolo di Chiara d'Assisi nella miniserie TV Francesco.
Nel 2015 partecipa al film Cloro, diretto da Lamberto Sanfelice, presentato in concorso al Sundance Film Festival e alla 65ª Berlinale, nella sezione Generation. Per questo ruolo viene candidata come migliore attrice protagonista al premio Globo d'oro 2015. Inoltre è co-protagonista nel film L'Accabadora, diretto da Enrico Pau.
Sempre nello stesso anno gira il film La ragazza del mondo, in uscita nelle sale nel 2016, opera prima di Marco Danieli, presentato alla Mostra d'arte cinematografica di Venezia nella sezione "Giornate degli autori", dove le viene assegnato dal sindacato nazionale giornalisti cinematografici il "premio Pasinetti" come migliore attrice. Sempre per questo ruolo ottiene la candidatura come migliore attrice per il premio Globo d'oro 2017 e la candidatura come migliore attrice ai Nastri d'argento 2017, oltre a vincere il Ciak d'oro con Michele Riondino come miglior coppia dell'anno.
Nello stesso anno le viene assegnato il premio “Shooting Star” come Best European talent al Festival del Film di Berlino. Sempre nel 2016 è componente della giuria della Festa del Cinema di Roma.
Nel 2017 è protagonista del film Non è un paese per giovani, diretto da Giovanni Veronesi. Per questo ruolo ottiene la candidatura ai Nastri d'argento 2017 come migliore attrice protagonista. Sempre nel 2017 ottiene il ruolo da protagonista nel film Brutti e cattivi, opera prima del regista Cosimo Gomez, presentato alla Mostra d'arte cinematografica di Venezia 2017 nella sezione "Orizzonti", per il quale ottiene la candidatura ai Nastri d'argento 2018 come miglior attrice di commedia.
Nel 2017 viene scritturata per interpretare il ruolo di Baldwin nella serie TV statunitense Counterpart, diretta dal regista Morten Tyldum.
Nel 2018 viene scelta da Giorgio Armani come testimonial del suo cortometraggio La giacca, diretto da Michele Placido, ed è protagonista del film In viaggio con Adele, diretto da Alessandro Capitani. Nel 2019 è protagonista femminile de Lo spietato, diretto da Renato De Maria e visibile sulla piattaforma Netflix.
Nel 2020 è la protagonista femminile nel film Non odiare, diretto da Mauro Mancini, presentato in concorso alla Settimana della critica, Festival del film di Venezia 2021. Per questo ruolo vince il Nastro d'argento alla migliore attrice non protagonista.
Nel 2022 prende parte al film Il signore delle formiche, regia di Gianni Amelio nelle vesti di protagonista femminile, presentato in concorso alla Mostra d'arte cinematografica di Venezia 2022. Sempre nello stesso anno viene scelta da Paolo Virzì per interpretare Giulia nel film Siccità, presentato sempre a Venezia 2022 ma fuori concorso, per il quale riceve il "premio Pasinetti" come migliore cast corale.
Nel 2023 è una delle protagoniste del film Il primo giorno della mia vita, diretto dal regista Paolo Genovese per il quale viene candidata al Nastro d'argento alla migliore attrice non protagonista 2023.
Sempre nello stesso anno viene scritturata dal regista premio Oscar Gabriele Salvatores come protagonista al fianco di Toni Servillo nel film Il ritorno di Casanova.
Sempre nello stesso anno fa parte del cast della serie francese Becoming Karl Lagerfeld, dedicata alla vita del rivoluzionario stilista Karl Lagerfeld, per la regia di Jérôme Salle, presentata in anteprima mondiale al Canneseries 2024.
Prende parte nel ruolo di protagonista femminile al film Sulla terra leggeri, diretto da Sara Fgaier, presentato in Concorso Internazionale alla 77ª edizione del Festival del film di Locarno,  in seguito è nel cast di Vermiglio, opera seconda della regista Italo-Argentina Maura Delpero, presentato in concorso all'81ª edizione del Festival del cinema di Venezia e vincitore del Leone d’ argento, Gran Premio della Giuria. Il film è stato nominato ai Golden Globes 2025 come Miglior Film Internazionale ed è stato inoltre candidato agli European Film Awards nelle categorie Miglior Film e Miglior Regia.
Nello stesso anno, interpreta il ruolo di protagonista femminile in Ho visto un re, diretto da Giorgia Farina, presentato al Torino Film Festival 2025. Attualmente è sul set come protagonista de Il Cileno, diretto da Sergio Castro San Martín (film attualmente in lavorazione).
Nel 2025 è componente di giuria al Locarno Film a festival 78, sezione Pardi di domani. 

## Filmografia

### Cinema
- Salvo, regia di Fabio Grassadonia e Antonio Piazza (2013)
- Cloro, regia di Lamberto Sanfelice (2015)
- L'accabadora, regia di Enrico Pau (2015)
- La ragazza del mondo, regia di Marco Danieli (2016)
- Non è un paese per giovani, regia di Giovanni Veronesi (2017)
- Brutti e cattivi, regia di Cosimo Gomez (2017)
- In viaggio con Adele, regia di Alessandro Capitani (2018)
- Lo spietato, regia di Renato De Maria (2019)
- Non odiare, regia di Mauro Mancini (2020)
- Io sto bene, regia di Donato Rotunno (2020)
- Il signore delle formiche, regia di Gianni Amelio (2022)
- Siccità, regia di Paolo Virzì (2022)
- Il primo giorno della mia vita, regia di Paolo Genovese (2023)
- Il ritorno di Casanova, regia di Gabriele Salvatores (2023)
- Sulla terra leggeri, regia di Sara Fgaier (2024)
- Vermiglio, regia di Maura Delpero (2024)
- Ho visto un re, regia di Giorgia Farina (2024)
- Il Cileno, regia di Sergio Castro SanMartin (2025)- post produzione

### Televisione
- Francesco, regia di Liliana Cavani – miniserie TV (2014)
- Counterpart, regia di Morten Tyldum – serie TV, 14 episodi (2017-2019)
- Becoming Karl Lagerfeld, regia di Jérôme Salle – miniserie TV (2024)

## Riconoscimenti
- Nastri d'argento
  - 2014 – Premio Guglielmo Biraghi per Salvo
  - 2017 – Candidatura come migliore attrice protagonista per La ragazza del mondo e Non è un paese per giovani
  - 2018 – Candidatura come migliore attrice in una commedia per Brutti e cattivi
  - 2021 – Miglior attrice non protagonista per Non odiare[7]
  - 2023 – Candidatura Miglior attrice non protagonista per Il primo giorno della mia vita
- Globo d'oro
  - 2014 – Migliore attrice per Salvo
  - 2015 – Candidatura come migliore attrice per Cloro
  - 2017 – Candidatura come migliore attrice per La ragazza del mondo
- Festival di Berlino 2016 – Best European Talent per Cloro
- Ciak d'oro 2017 – Migliore coppia dell'anno (con Michele Riondino) per La ragazza del mondo
- Mostra del cinema di Venezia
  - 2016 – Premio Pasinetti come migliore attrice per La ragazza del mondo
  - 2022 – Premio Pasinetti al cast corale di Siccità[8]
- Premio Flaiano
  - 2013- Premio migliore attrice esordiente per Salvo
  - 2023- Premio migliore attrice per Il primo giorno della mia vita
- Leffest - Lisboa Film Festival
  - 2024 - Best Female Performance for the Actress Ensemble in Vermiglio, diretto da Maura Delpero